# 루이지애나 근대미술관
루이지애나 근대미술관(영어: Louisiana Museum of Modern Art)은 덴마크 코펜하겐에서 북쪽으로 약 35km 떨어진 프레덴스보르 시에 있는 미술관이다.
미술관의 이름은 이 건물의 최초의 소유자였던 알렉산데르 브런의 세 명의 아내 이름 루이즈에서 유래한다.